# Glasgow smile

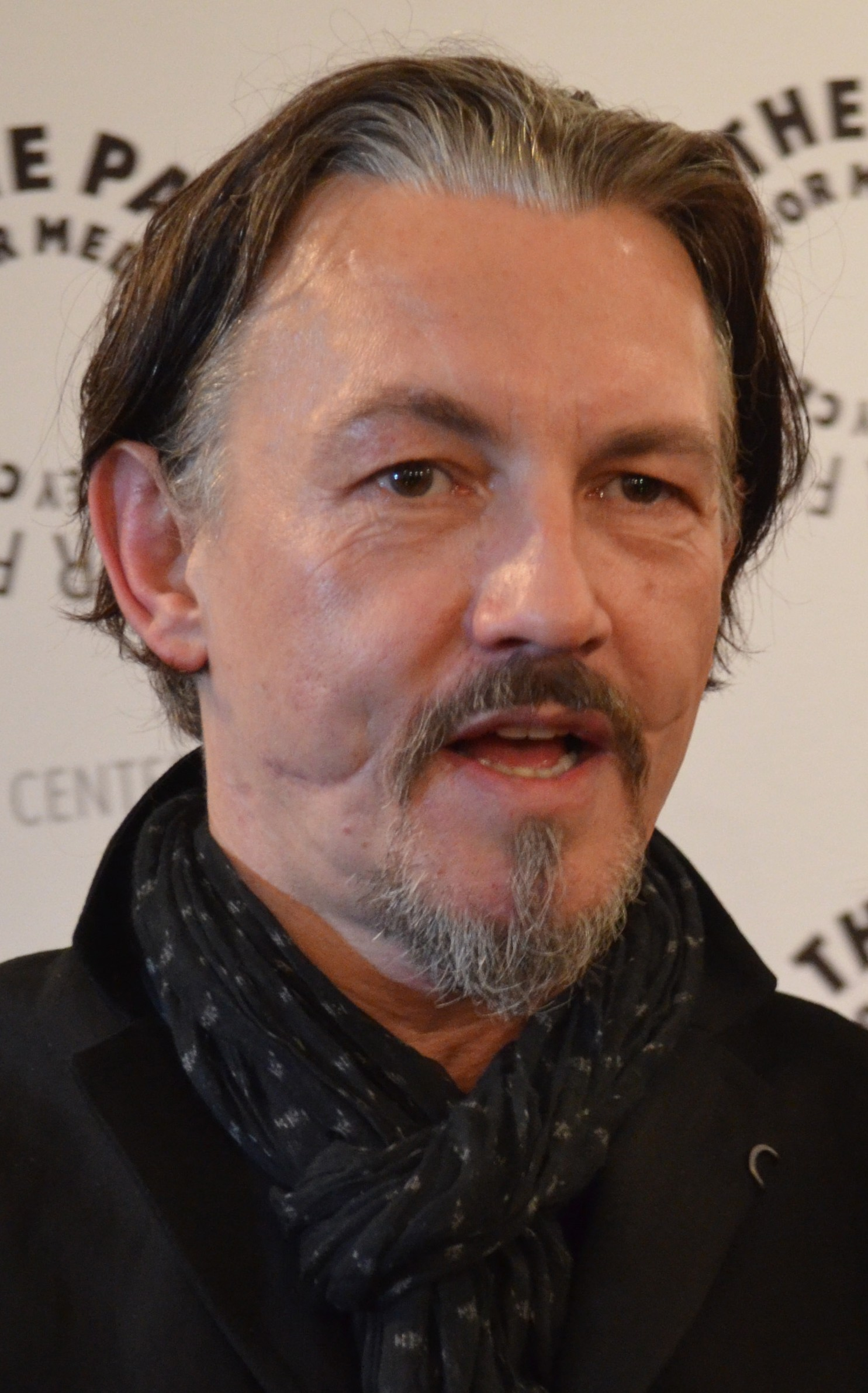
Aktor Tommy Flanagan otrzymał Glasgow smile, gdy został zaatakowany przed barem w Szkocji

Glasgow smile (z ang. „uśmiech z Glasgow”), znany także jako Chelsea grin lub Chelsea smile − określenie tortury, która rzekomo wywodzi się ze szkockiego miasta Glasgow polega na obustronnym nacięciu kącików ust. Powstające blizny wyglądają jak przedłużenie ust. Całość sprawia wrażenie szerokiego uśmiechu.